# Kultureller Ehrenpreis der Landeshauptstadt München
Der Kulturelle Ehrenpreis der Landeshauptstadt München ist ein seit 1958 jährlich von der Stadt München verliehener Kulturpreis. Die Auszeichnung ist mit 10.000 Euro dotiert.

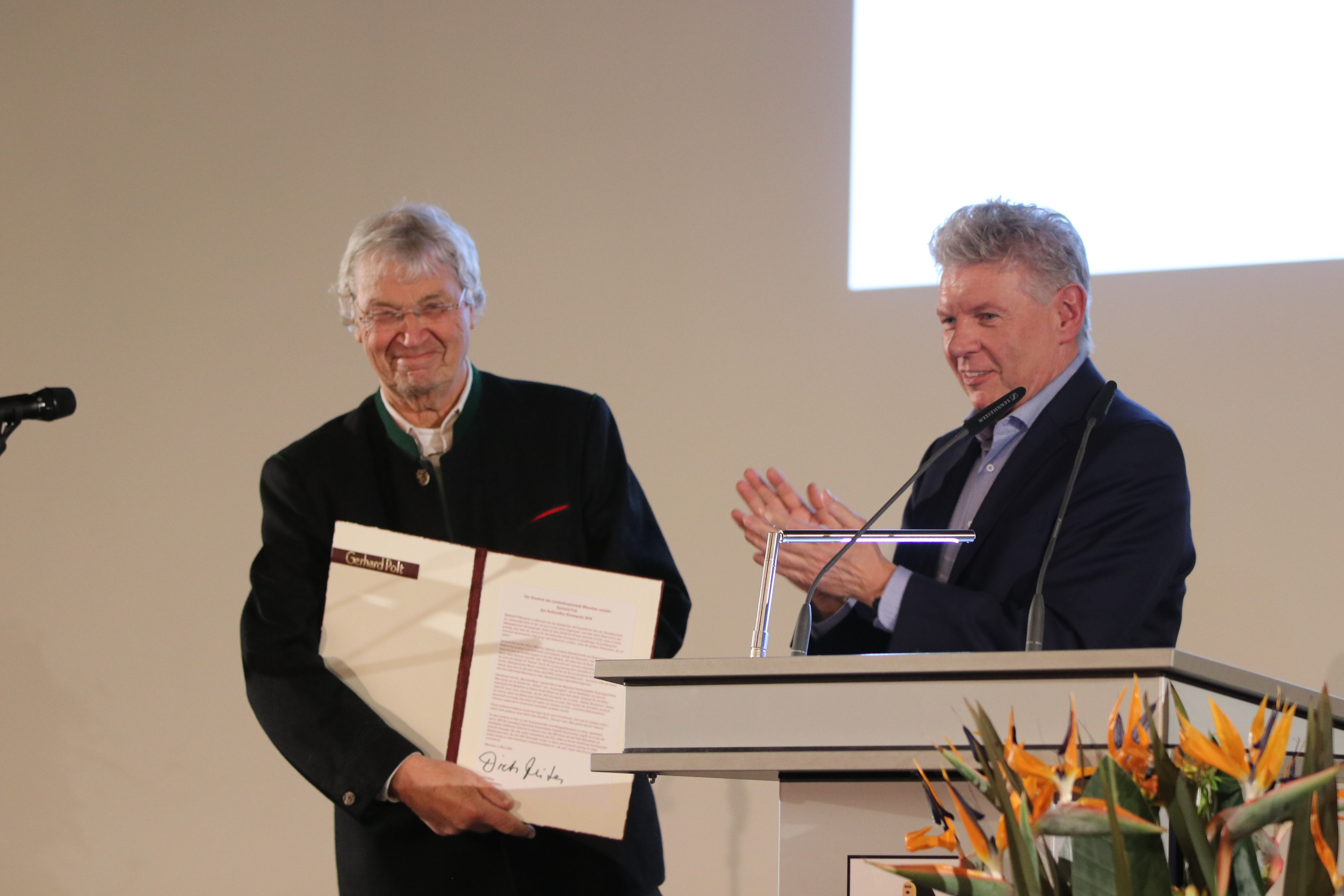
Kultureller Ehrenpreis 2019 an Gerhard Polt überreicht von OB Dieter Reiter

## Vergabekriterien
Mit dem Preis sollen Persönlichkeiten „von internationaler Ausstrahlung“ geehrt werden, deren „künstlerische, kulturelle oder wissenschaftliche Leistungen“ sie besonders auszeichnen und die „eine enge Verbindung zu München als Ort der Herkunft oder des Schaffens haben“ (lt. Selbstdarstellung). Die Vergabe erfolgt auf Vorschlag einer Jury, der der Oberbürgermeister, der Leiter des Kulturreferats, gegebenenfalls der Preisträger des Vorjahres, fünf Mitglieder des Stadtrats sowie fünf unabhängige Fachjuroren angehören.

## Preisträger
- 1958: Werner Heisenberg
- 1959: Bruno Walter
- 1960: Martin Buber
- 1961: Karl Schmidt-Rottluff
- 1962: Fritz Kortner
- 1963: Mies van der Rohe
- 1964: Anna Freud
- 1965: Carl Orff
- 1966: Emil Preetorius
- 1967: Adolf Butenandt
- 1968: Michelangelo Antonioni
- 1969: Gertrud von Le Fort
- 1970: Erich Kästner
- 1971: Wilhelm Hoegner
- 1972: Werner Egk
- 1973: Alexander Mitscherlich
- 1974: Toni Stadler
- 1975: Willi Daume
- 1976: Max Spindler
- 1977: Heinz Rühmann
- 1978: Carlos Kleiber
- 1979: Karl Rahner
- 1980: Golo Mann
- 1981: Peter Lühr
- 1982: Wolfgang Koeppen
- 1983: Wolfgang Sawallisch
- 1984: Josef Henselmann
- 1985: Maria Nicklisch
- 1986: Alexander Kluge
- 1987: Günter Bialas
- 1988: August Everding
- 1989: Rupprecht Geiger
- 1990: Konstanze Vernon
- 1991: Stefan Moses
- 1992: Edgar Reitz
- 1993: Dieter Dorn
- 1994: Hans Magnus Enzensberger
- 1995: Hans Werner Henze
- 1996: Ulrich Beck
- 1997: Joachim Kaiser
- 1998: Rachel Salamander
- 1999: Rolf Boysen
- 2000: Michael Krüger
- 2001: Anne-Sophie Mutter
- 2002: Doris Dörrie
- 2003: Peter Jonas
- 2004: Manfred Eicher
- 2005: Tankred Dorst und Ursula Ehler
- 2006: Ernst Maria Lang
- 2007: Vicco von Bülow (Loriot)
- 2008: Dietrich Fischer-Dieskau
- 2009: Frank Baumbauer
- 2010: Dieter Hildebrandt
- 2011: Senta Berger
- 2012: Jürgen Habermas
- 2013: Uwe Timm
- 2014: Werner Herzog
- 2015: Herlinde Koelbl
- 2016: Klaus Doldinger
- 2017: Günter Rohrbach
- 2018: Antje Kunstmann
- 2019: Gerhard Polt
- 2020: Hanna Schygulla
- 2021: Ingvild Goetz
- 2022: Julia Fischer
- 2023: Michael Brenner
- 2024: Lothar Schirmer